# Synagoga ve Velvarech
Velvarská synagoga je bývalá židovská modlitebna na jižním předměstí nedaleko Pražské brány. Byla vystavena v letech 1930 - 1931 dle zásad purismu ve funkcionalistickém slohu podle návrhu architekta Františka Alberta Libry místním stavitelem Jindřichem Bišickým. Jedná se o architektonicky kvalitní a významnou stavbu jak v kontextu české architektury 20. století, tak i typologicky z hlediska vývoje synagogálních staveb na našem území a je uznána za kulturní památku. V současnosti v budově sídlí kulturně vzdělávací volnočasové centrum Velvarská kostka.

## Historie
Až do zrovnoprávnění židovského obyvatelstva po roce 1848 byla židovská populace na Velvarsku pouze nepočetná. V roce 1900 už ve Velvarech žilo 81 obyvatel hlásících se k judaismu. Město svou synagogu ještě nemělo, věřící se scházeli v modlitebně zřízené v soukromém domě. Místní židovská komunita si tak na začátku třicátých let 20. století zbudovala synagogu novou. Jedná se o jednu z nejmladších synagog v českých zemích, jednou z posledních vystavěných před II. světovou válkou.
Židovská obec ve Velvarech však zanikla tragickými událostmi II. světové války.
Roku 1949 bývalou synagogu zakoupilo město, které zde zřídilo hudební a výtvarnou školu. V letech 1953–57 část budovy užívala Církev československá husitská, poté zde působily další vzdělávací instituce - Lidová škola umění a po ní Speciální škola.

## Architektura
Architekt František Albert Libra při stavbě synagogy vycházel ze zásad purismu a funkcionalismu, soustředil se na co nejjednodušší využití základních geometrických prvků. Patrová stavba na téměř čtvercovém půdorysu je ukončená plochou střechou. Dominantním prvkem jsou velká kruhová okna, která původně vyplňovaly barevné vitráže ve tvaru šesticípé hvězdy. Nad vysokým soklem z režných cihel fasádu tvoří jen hladká šedivá břízolitová omítka. Budovu obklopuje malá zahrada.

### Interiér
V kontrastu s puristickou architekturou bývalo vnitřní zařízení z roku 1876, přenesené sem ze staré modlitebny v patře obytného domu na Pražské ulici a ze zrušené synagogy v nedalekém Ješíně.

### Pozdější přestavby
Do dnešní doby doznala budova výrazných úprav. Aby vnitřní dispozice lépe vyhovovaly potřebám zde sídlících škol, došlo k vestavbě patra do hlavního modlitebního sálu a dalšímu přepažení prostoru na jednotlivé učebny. Kruhové okno na východní straně je zazděné, k průčelí byla necitlivě přistavěna krytá prosklená předsíň.